# Янтін-Амму
Янтін-Амму (Інтенель) (д/н — бл. 1750/1735 до н. е.) — цар міста-держави Бібл близько 1765—1750/1735 роках до н. е. У клинописі з царського архіву міста Марі повідомляється про Янтіна, який, імовірно, тотожний правителю Бібла, в єгипетських текстах названий Інтіном.

## Життєпис
Походив з династії Абішему. Син царя Якінеля. Зображений на рельєфі (тепер зберігається в Національному музеї Бейрута). На ньому також вибитий картуш з ім'ям єгипетського фараона Неферхотепа I. З огляду на це припускають, що Янтін-Амму і Неферхотеп I були сучасниками.
Продовжив політику попередників щодо визнання зверхності Єгипту, підтримання з ним торгівельних і культурних зв'язків. Водночас підтримував торгівельні відносини з Марі та Вавилоном, де тоді панували Зімрі-Лім і Хаммурапі. Збереглося декілька дарунків, зокрема, золота чаша, відправлених біблським царем Зімрі-Ліму. З архівних документів відомо про великі торговельні зв'язки між Біблом і Марі в той час.
Припускають, що активізація дипломатії в напрямі держав міжріччя було пов'язано зі зростаючою напругою між Біблом і Єгиптом у другій частині панування Янтін-Амму, викликане бажанням останнього послабити свою залежність від влади фараонів. До цього призводило також послаблення Тринадцятої династії та посилення загрози з боку держави Катна.
Відома гробниця Янтін-Амму в Біблському некрополі (№ 4). тут знайдено декілька печаток-скарабеїв з ім'ям цього царя. Її було виявлено в результаті археологічних розкопок, проведених 1920-х роках під керівництвом П'єра Монте.
Трон спадкував його син Ілім'яні.